# Johannes Gelenius
Johannes Gelenius (* 17. Oktober 1585 in Kempen; † 30. April 1631 in Köln) war ein Kölner Historiograph und Geistlicher aus dem 17. Jahrhundert. Nach seiner Priesterweihe im Jahre 1610 stieg er rasch in der kirchlichen Hierarchie auf. Im Jahre 1612 war er Dekan der philosophischen Fakultät, im Jahre 1618 auch Dekan der theologischen Fakultät. Seit 1621 gehörte er dem Kölner Domkapitel an. Am 30. Mai 1626 wurde er Generalvikar des geistlichen Kurfürsten und Erzbischofs von Köln Ferdinand von Bayern.
Der Kölner Historiograph Aegidius Gelenius (1595–1656) war sein Bruder.
Dessen bekanntestes Werk ist das 1645 in Köln erschienene Buch „Von der bewundernswürdigen heiligen und bürgerlichen Größe Kölns“ (De admiranda sacra et civili magnitudine Coloniae).

## Weblink
- Landschaftsverband Rheinland: Johann Gelenius (1585–1631) und Aegidius Gelenius (1595–1656), Priester und Historiker